# Studios Barrandov
Les Studios Barrandov sont les principaux studios de cinéma tchèque et parmi les plus grands en Europe. Ils ont été créés en 1931.

## Histoire

### Débuts
À l'instar du cinéma tchèque, l'histoire des studios Barrandov est liée à la famille Havel, en particulier à Miloš (1899-1968) et Václav Havel (1897-1979) (père du président tchèque du même nom, premier président après la Révolution de velours). Le père de Miloš et Václav avait déjà été à l'origine de la construction du Palác Lucerna sur la place Venceslas à Prague. En 1921, crée la A-B Joint Stock Company en fusionnant son entreprise de distribution cinématographique American Film Distribution avec la firme concurrente Biografia film distributors.
En 1931 son frère Václav fait construire un complexe résidentiel luxueux à Barrandov, sur une colline à cinq kilomètres de Prague. Miloš Havel le convainc d'y adjoindre des studios de cinéma modernes. La construction de ces studios débute alors, le 28 novembre 1931, sur des plans de Max Urban. En janvier 1933, le premier film des studios est réalisé, Le Meurtre de la rue Ostrovní, Les studios se développent rapidement et, à la veille de la Seconde Guerre mondiale, ils emploient plus de 300 salariés en permanence et produisent jusqu'à 80 films par an. 
L'occupation nazie permet paradoxalement le développement des studios : désireux d'en faire un équivalent des studios de Berlin ou de Munich, les autorités nazies agrandissent les lieux et en particulier ajoutent ce qui reste aujourd'hui le principal attrait des studios, trois énormes plateaux interconnectés sur 3.500 mètres carrés. La construction, démarrée en 1941, est achevée début 1945.
Après la guerre, les studios sont nationalisés et resteront sous le contrôle de l'État jusqu'au début de la décennie 1990. Pendant cette période, l'équipement est amélioré : laboratoires, équipements pour effets spéciaux et pour la prise de vue aquatique.

### Nouvelle Vague
Le Printemps de Prague dans la décennie 1960 est accompagné d'une « Nouvelle Vague tchèque » avec de nombreux films réalisés à Barrandov qui gagnent une reconnaissance internationale. Parmi eux figurent Miloš Forman, Jiří Menzel, Vojtěch Jasný, Pavel Juráček, Věra Chytilová, Jan Němec, Ivan Passer, Elmar Klos ou Ján Kadár. Trains étroitement surveillés de Menzel) et Obchod na korze de Klos et Kadár remportèrent chacun un oscar du meilleur film étranger et Forman fut deux fois en nomination pour Les Amours d'une blonde et Au feu, les pompiers !.
Dans les années 1970 et 80, les studios Barrandov continuent à produire des films nombreux comme des comédies ou des adaptations de contes tchèques. Dans les années 1980, les tournages internationaux se développent, profitant des nombreux panoramas de la ville et des infrastructures des studios. Barbra Streisand et Miloš Forman y produisent Yentl et Amadeus.

### Situation actuelle
Après la révolution de velours les studios sont privatisés et le financement intégral des productions tchèques est abandonné. L'adaptation est difficile et les studios sont au bord de la faillite en 2000. Cependant la croissance du nombre de films étrangers tournés dans les studios compensa progressivement. Les télévisions tchèques et les agences de publicité ayant également davantage recours aux studios, la situation s'est nettement améliorée.
En décembre 2006, les studios ont officiellement ouvert "Max", une nouvelle scène destinée à fournir les meilleures conditions possibles pour attirer les superproductions internationales.

## Principaux films tournés aux studios Barrandov
- 1935 : Tatranská romance
- 1957 : Dobrý voják Svejk de Karel Steklý
- 1964 : Limonádový Joe aneb Koňská opera
- 1965 : Obchod na korze
- 1965 : Les Amours d'une blonde
- 1966 : Trains étroitement surveillés
- 1967 : Au feu, les pompiers !
- 1973 : Tři oříšky pro Popelku
- 1983 : Yentl
- 1983 : Radikalni rez
- 1984 : Amadeus
- 1985 : Mon cher petit village (Vesničko má středisková)
- 1986 : Boris Godunov de Serge Bondartchouk
- 1991 : Kafka
- 1991 : Obecná škola
- 1992 : Les Aventures du jeune Indiana Jones
- 1993 : Stalingrad
- 1995 : Underground
- 1996 : Kolya
- 1996 : Mission impossible
- 1999 : Guns 1748
- 1999 : Vorace
- 2000 : Donjons et Dragons
- 2001 : Chevalier
- 2002 : La Mémoire dans la peau
- 2002 : XXX
- 2002 : Blade II
- 2002 : Mission Évasion
- 2002 : Les Enfants de Dune
- 2002 : La Ligue des gentlemen extraordinaires
- 2003 : Hitler : la Naissance du mal
- 2004 : Alien vs. Predator
- 2004 : Hellboy
- 2004 : Van Helsing
- 2004 : Eurotrip
- 2005 : Oliver Twist
- 2005 : Les Frères Grimm
- 2005 : Le Monde de Narnia : Le Lion, la Sorcière blanche et l'Armoire magique
- 2006 : Hostel
- 2006 : L'Illusionniste
- 2006 : Casino Royale
- 2007 : Faubourg 36
- 2012 : L'Homme qui rit de Jean-Pierre Améris
- 2012 : L'Hypnotiseur de Lasse Hallström
- 2013 : Le Transperceneige de Joon-ho Bong
- 2016 : Les Visiteurs 3 : La Terreur de Jean-Marie Poiré